# Luigi Sgarbozza
Luigi Sgarbozza (* Amaseno, 21 de junio de 1944). Fue un ciclista italiano, profesional entre 1967 y 1972, cuyo mayores éxitos deportivos los logró al lograr sendas victorias de etapa en el Giro de Italia y en la Vuelta a España. La etapa lograda en la ronda española le permitió además liderar la prueba durante 3 días.
Tras su retirada pasó a desempeñar tareas de comentarista deportivo en la RAI.